# Дамир Главан
Дамир Главан (2 березня 1974) — хорватський ватерполіст.
Срібний призер Олімпійських Ігор 1996 року.